# لغات مدغشقر

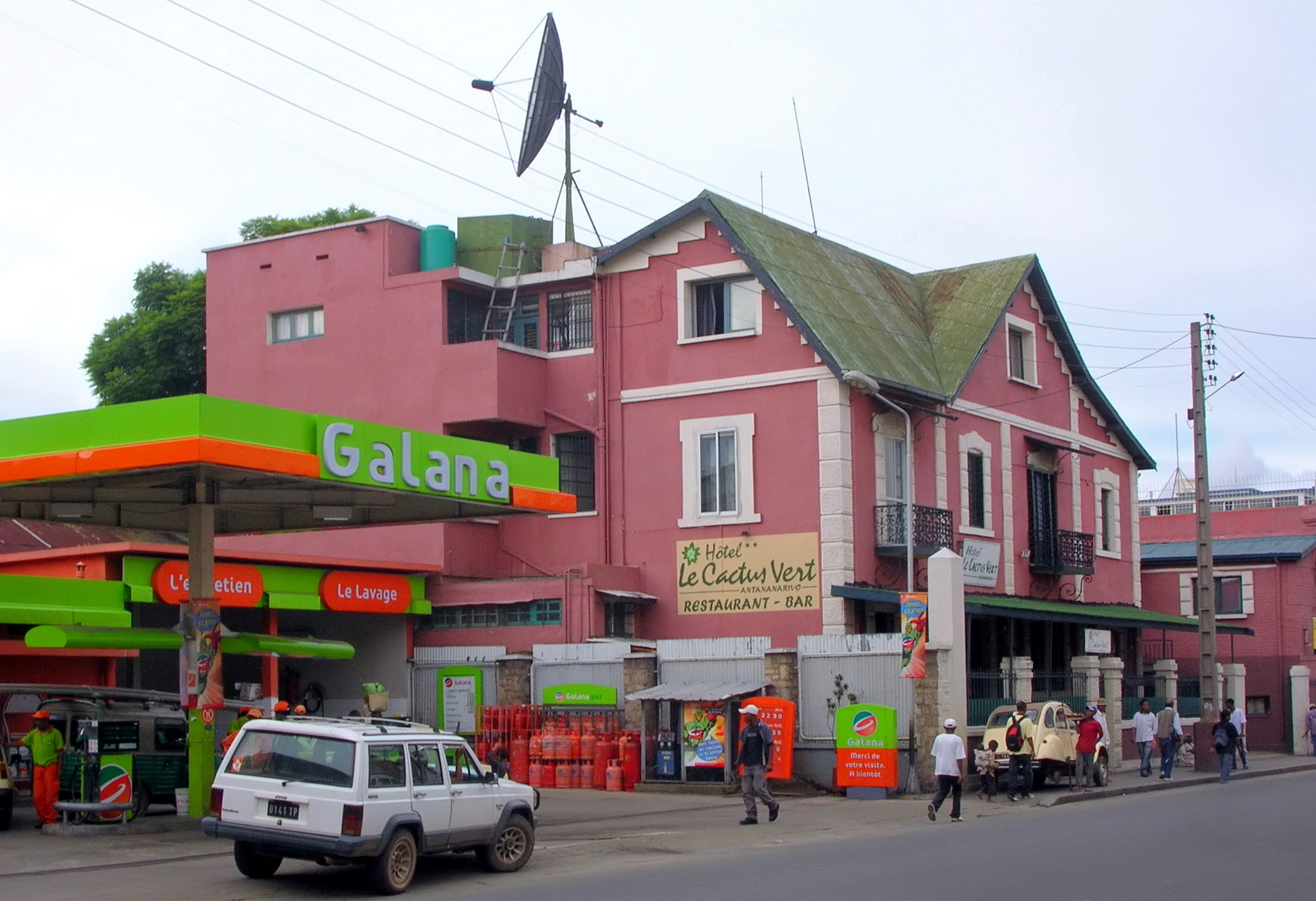
لافتات باللغة الفرنسية في أنتاناناريفو.

تنتشر اللغة الملغاشية ذات الأصل الملايو-البولينيزي في جميع أرجاء الجزيرة، وتعد الملغاشية والفرنسية اللغتان الرسميتان لمدغشقر. ومدغشقر بلد فرانكوفوني بسبب ماضيه الاستعماري مع فرنسا حيث تتحدث الفئة المتعلمة من الشعب اللغة الفرنسية، ولكن يبقى عدد متحدثي الملغاشية أكبر من متحدثي الفرنسية مع احتساب متحدثي الملغاشية كلغة ثانية. نص الدستور الأول للبلاد عام 1958 على اعتبار اللغتين الملغاشية والفرنسية اللغات الرسمية للجمهورية الملغاشية.
لم يحدد دستور عام 1992 أية لغات رسمية بيد أنه اعتبر الملغاشية لغة وطنية في حين ظلت كثير من المصادر تعد الملغاشية والفرنسية لغات رسمية بسبب وضعهما بحكم الأمر الواقع. قام مواطن برفع دعوة قضائية خلال شهر أبريل من عام 2000 على أسس عدم دستورية نشر وثائق رسمية باللغة الفرنسية دون غيرها. وحكمت المحكمة الدستورية العليا بحمل الفرنسية لصفة رسمية بحكم غياب قانون يحدد اللغة.
بقيت الملغاشية لغة وطنية في دستور عام 2007 الذي جعل من الملغاشية والفرنسية والإنجليزية لغات رسمية. يكمن سبب اعتماد الإنجليزية لغةً رسمية سعياً لتحسين العلاقات مع البلدان المجاروة التي تستخدمها بهدف تشجيع الاستثمارات الأجنبية المباشرة. أزيلت صفة الرسمية عن الإنجليزية من الدستور الذي اعتمد في استفتاء نوفمبر عام 2010. لا يعترف المجتمع الدولي أو المعارضة السياسية بنتائج هذا الاستفتاء، وذلك لافتقاره للشفافية ولشمولية تنظيم الانتخابات التي أجرتها السلطة الانتقالية العليا.

## وصلات خارجية
- خريطة لغوية للعالم (مدغشقر) (بالفرنسية)
- قاموس ملغاشي-إنجليزي ازوداجي اللغة (بالإنجليزية)